# Babaxe lancéolé
Babax lanceolatus
Espèce
Statut de conservation UICN

 LC  : Préoccupation mineure
Le Babaxe lancéolé (Pterorhinus lanceolatus) est une espèce de passereaux de la famille des Leiothrichidae.

### Reproduction

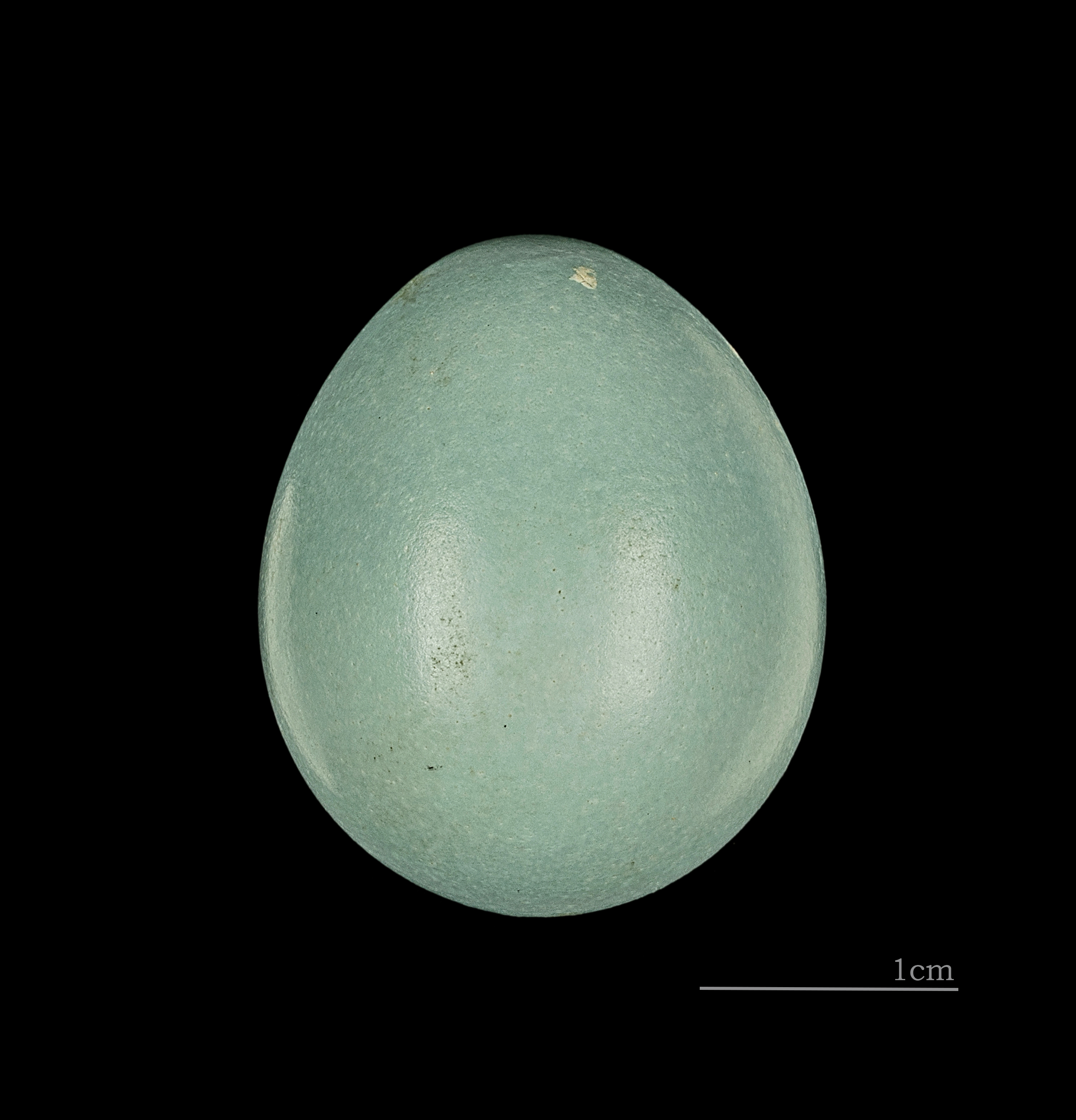
Œufs de Babaxe lancéolé — Muséum de Toulouse

## Répartition et habitat
Son aire s'étend à travers le sud de la Chine et régions limitrophes de l'ouest du Yunnan.

## Systématique
L'espèce Babax lanceolatus a été décrite par l'ornithologue français Jules Verreaux en 1870, sous le nom initial de Pterorhinus lanceolatus.